# San Juan Cieneguilla (kommun i Mexiko)
San Juan Cieneguilla är en kommun i Mexiko.   Den ligger i delstaten Oaxaca, i den sydöstra delen av landet, 190 km söder om huvudstaden Mexico City.
Följande samhällen finns i San Juan Cieneguilla:
- San Juan la Ciénega